# Indice de performance environnementale

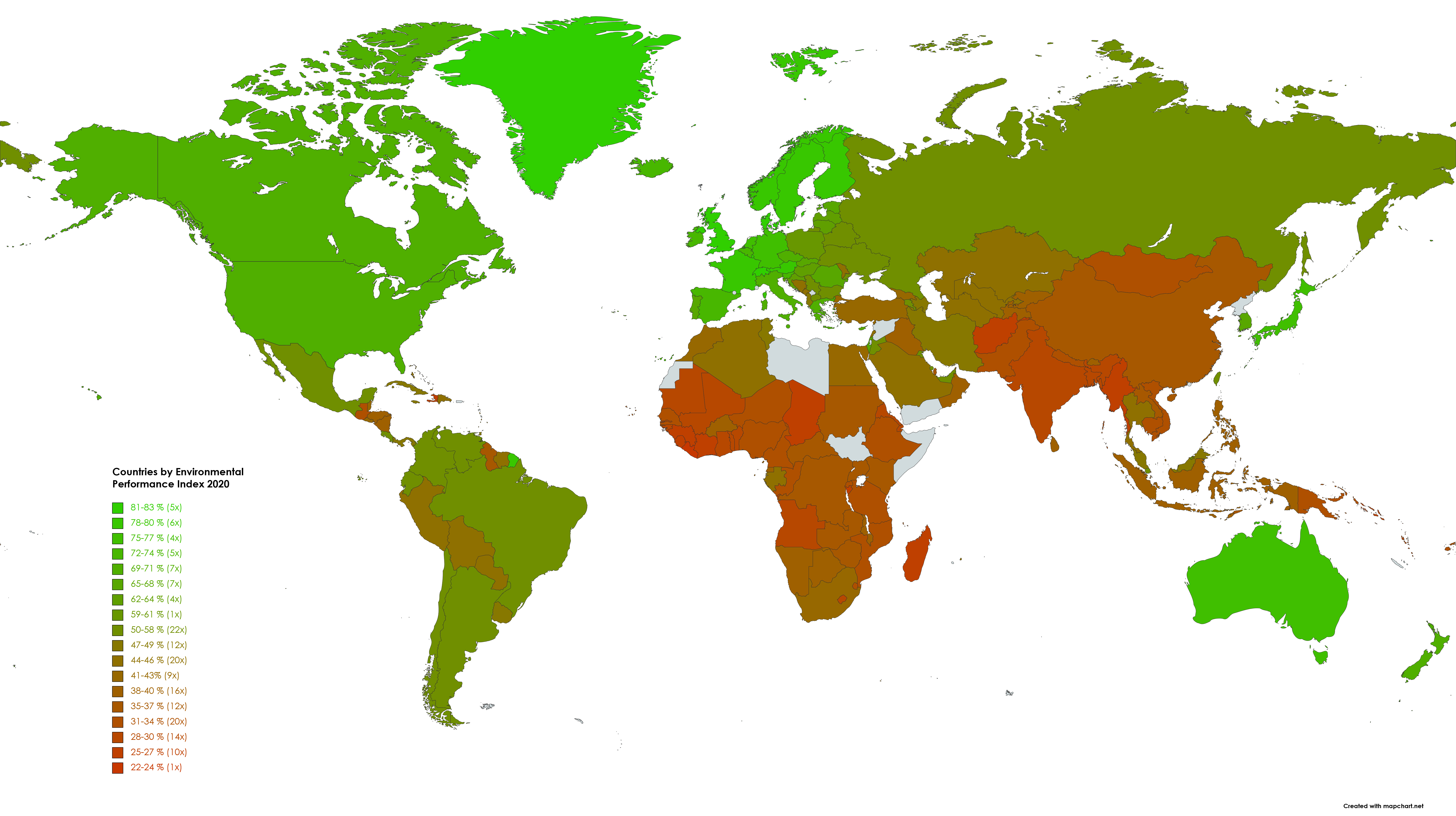
Carte des pays du monde selon leur indice de performance environnementale en 2020.

Pour les articles homonymes, voir IPE.
L'indice de performance environnementale ou IPE (en anglais : Environmental Performance Index ou EPI) est un indice permettant d'évaluer, de comparer et d'améliorer l'efficacité des politiques environnementales des pays du monde. Évaluant la performance environnementale, il a été établi pour la première fois en 2006 par des chercheurs des universités américaines Yale et Columbia.
Publié tous les deux ans, le rapport de 2022 classe 180 pays. Les cinq premiers sont le Danemark, le Royaume-Uni, la Finlande, Malte et la Suède, tandis que l'Inde se positionne dernière du classement.

## Histoire
Publié pour la première fois en janvier 2006 par des chercheurs des universités américaines Yale et Columbia, il remplace l'indice de durabilité environnementale (Environmental Sustainability Index) calculé de 1999 à 2005. Il est créé pour faire suite à une demande du Forum économique mondial de Davos afin de comparer la performance environnementale des pays et d'encourager l'amélioration des politiques en matière de santé environnementale, de protection des écosystèmes et d'atténuation du changement climatique.

## Principes et critères
L'IPE se focalise sur la manière dont l'environnement est pris en compte par un pays plutôt que l'état effectif de l'environnement. Les indicateurs utilisés — de pression, d'état, d'évolution et de réponse — reflètent les politiques implémentées.
Le calcul de l'IPE n'est pas constant au fil des années. En 2022, il tenait compte de 40 indicateurs de performance répartis dans 11 catégories et regroupés en trois objectifs : l'amélioration de la santé environnementale, la protection de la vitalité des écosystèmes et l'atténuation du changement climatique.
Chaque donnée environnementale de départ est transformée en un indicateur compris entre 0 et 100. Un score de 100 indique qu'un pays a atteint un objectif de durabilité reconnu au niveau international ou un consensus de bonne performance parmi les experts. Ces scores sont ensuite pondérés puis regroupés par catégorie puis par objectif afin de former un seul indice pour chaque pays.
Les indicateurs de 2022 sont listés dans le tableau suivant.
| Objectif                                    | Catégorie                                   | Indicateur                                                      |
| ------------------------------------------- | ------------------------------------------- | --------------------------------------------------------------- |
| Santé environnementale (20 %)               | Gestion des déchets (2 %)                   | Pollution plastique des océans (0,5 %)                          |
| Santé environnementale (20 %)               | Gestion des déchets (2 %)                   | Recyclage (0,5 %)                                               |
| Santé environnementale (20 %)               | Gestion des déchets (2 %)                   | Déchets solides contrôlés (1 %)                                 |
| Santé environnementale (20 %)               | Métaux lourds (2 %)                         | Exposition au plomb (2 %)                                       |
| Santé environnementale (20 %)               | Assainissement et eau potable (5 %)         | Eau potable insalubre (3 %)                                     |
| Santé environnementale (20 %)               | Assainissement et eau potable (5 %)         | Insalubrité (2 %)                                               |
| Santé environnementale (20 %)               | Qualité de l'air (11 %)                     | Exposition aux composés organiques volatils (0,2 %)             |
| Santé environnementale (20 %)               | Qualité de l'air (11 %)                     | Exposition au monoxyde de carbone (0,2 %)                       |
| Santé environnementale (20 %)               | Qualité de l'air (11 %)                     | Exposition au dioxyde de soufre (0,2 %)                         |
| Santé environnementale (20 %)               | Qualité de l'air (11 %)                     | Exposition aux oxydes d'azote (0,5 %)                           |
| Santé environnementale (20 %)               | Qualité de l'air (11 %)                     | Exposition à l'ozone (0,5 %)                                    |
| Santé environnementale (20 %)               | Qualité de l'air (11 %)                     | Combustibles solides ménagers (4,2 %)                           |
| Santé environnementale (20 %)               | Qualité de l'air (11 %)                     | Exposition aux PM2.5 (5,2 %)                                    |
| Vitalité des écosystèmes (42 %)             | Ressources en eau (3 %)                     | Traitement des eaux usées (3 %)                                 |
| Vitalité des écosystèmes (42 %)             | Agriculture (4 %)                           | Pesticides (2 %)                                                |
| Vitalité des écosystèmes (42 %)             | Agriculture (4 %)                           | Indice de gestion durable de l'azote (2 %)                      |
| Vitalité des écosystèmes (42 %)             | Pluie acide (4 %)                           | Taux de croissance des émissions d'oxydes d'azote (2 %)         |
| Vitalité des écosystèmes (42 %)             | Pluie acide (4 %)                           | Taux de croissance des émissions de dioxyde de soufre (2 %)     |
| Vitalité des écosystèmes (42 %)             | Pêche (5 %)                                 | Chalutage et dragage (1,4 %)                                    |
| Vitalité des écosystèmes (42 %)             | Pêche (5 %)                                 | Indice trophique marin (1,8 %)                                  |
| Vitalité des écosystèmes (42 %)             | Pêche (5 %)                                 | État des stocks de poissons (1,8 %)                             |
| Vitalité des écosystèmes (42 %)             | Services écosystémiques (8 %)               | Perte des zones humides (1 %)                                   |
| Vitalité des écosystèmes (42 %)             | Services écosystémiques (8 %)               | Perte des pelouses (1 %)                                        |
| Vitalité des écosystèmes (42 %)             | Services écosystémiques (8 %)               | Perte de couverture végétale (6 %)                              |
| Vitalité des écosystèmes (42 %)             | Biodiversité et habitat (18 %)              | Indice d'habitat des espèces (0,5 %)                            |
| Vitalité des écosystèmes (42 %)             | Biodiversité et habitat (18 %)              | Indice de protection des espèces (1,5 %)                        |
| Vitalité des écosystèmes (42 %)             | Biodiversité et habitat (18 %)              | Indice d'habitat de la biodiversité (1,5 %)                     |
| Vitalité des écosystèmes (42 %)             | Biodiversité et habitat (18 %)              | Indice de représentativité des aires protégées (2,5 %)          |
| Vitalité des écosystèmes (42 %)             | Biodiversité et habitat (18 %)              | Aires marines protégées (4 %)                                   |
| Vitalité des écosystèmes (42 %)             | Biodiversité et habitat (18 %)              | Protection du biome terrestre (national) (4 %)                  |
| Vitalité des écosystèmes (42 %)             | Biodiversité et habitat (18 %)              | Protection du biome terrestre (mondial) (4 %)                   |
| Atténuation du changement climatique (38 %) | Atténuation du changement climatique (38 %) | Émissions de gaz à effet de serre par habitant (1 %)            |
| Atténuation du changement climatique (38 %) | Atténuation du changement climatique (38 %) | Tendance de l'intensité de gaz à effet de serre (1,5 %)         |
| Atténuation du changement climatique (38 %) | Atténuation du changement climatique (38 %) | Dioxyde de carbone de la couverture du sol (1,5 %)              |
| Atténuation du changement climatique (38 %) | Atténuation du changement climatique (38 %) | Prévision d'émissions de gaz à effet de serre en 2050 (13,8 %)  |
| Atténuation du changement climatique (38 %) | Atténuation du changement climatique (38 %) | Taux de croissance du carbone noir (1 %)                        |
| Atténuation du changement climatique (38 %) | Atténuation du changement climatique (38 %) | Taux de croissance des émissions de gaz fluorés (0,7 %)         |
| Atténuation du changement climatique (38 %) | Atténuation du changement climatique (38 %) | Taux de croissance des émissions de protoxyde d'azote (1,4 %)   |
| Atténuation du changement climatique (38 %) | Atténuation du changement climatique (38 %) | Taux de croissance des émissions de méthane (3,3 %)             |
| Atténuation du changement climatique (38 %) | Atténuation du changement climatique (38 %) | Taux de croissance des émissions de dioxyde de carbone (13,8 %) |

## Classement 2022
Le tableau suivant liste les pays du monde classés en 2022 selon leur indice de performance environnementale et les trois objectifs définis.
Parmi les 24 premiers pays, 23 font partie de l'Europe, notamment le Danemark, le Royaume-Uni, la Finlande, Malte et la Suède en tête du classement. À l'inverse, la fin du classement est caractérisée par la présence de pays d'Asie, notamment le Pakistan, le Bangladesh, le Viêt Nam, le Myanmar et l'Inde.
| Pays                             | Indice de performance environnementale | Indice de performance environnementale | Santé environnementale | Santé environnementale | Vitalité des écosystèmes | Vitalité des écosystèmes | Atténuation du changement climatique | Atténuation du changement climatique |
| Pays                             | Valeur                                 | Variation depuis 2012                  | Valeur                 | Variation depuis 2012  | Valeur                   | Variation depuis 2012    | Valeur                               | Variation depuis 2012                |
| -------------------------------- | -------------------------------------- | -------------------------------------- | ---------------------- | ---------------------- | ------------------------ | ------------------------ | ------------------------------------ | ------------------------------------ |
| Danemark                         | 77,9                                   | 14,9                                   | 85,5                   | 7,1                    | 61,3                     | −1,2                     | 92,4                                 | 37,0                                 |
| Royaume-Uni                      | 77,7                                   | 23,0                                   | 83,9                   | 5,2                    | 62,3                     | 9,7                      | 91,5                                 | 47,1                                 |
| Finlande                         | 76,5                                   | 21,0                                   | 93,4                   | 5,3                    | 62,0                     | 4,8                      | 83,6                                 | 47,2                                 |
| Malte                            | 75,2                                   | 25,4                                   | 76,5                   | 7,6                    | 68,2                     | 24,5                     | 82,3                                 | 35,7                                 |
| Suède                            | 72,7                                   | 15,8                                   | 93,1                   | 4,6                    | 60,6                     | 7,5                      | 75,4                                 | 30,9                                 |
| Luxembourg                       | 72,3                                   | 13,5                                   | 86,7                   | 7,3                    | 70,0                     | 1,3                      | 67,4                                 | 30,4                                 |
| Slovénie                         | 67,3                                   | 8,6                                    | 64,4                   | 5,0                    | 72,7                     | 2,6                      | 62,9                                 | 17,1                                 |
| Autriche                         | 66,5                                   | 7,2                                    | 81,7                   | 6,4                    | 73,9                     | 3,3                      | 50,3                                 | 11,9                                 |
| Suisse                           | 65,9                                   | 8,2                                    | 88,4                   | 5,6                    | 60,2                     | 5,2                      | 60,5                                 | 12,9                                 |
| Islande                          | 62,8                                   | 4,4                                    | 94,7                   | 2,7                    | 53,4                     | −0,9                     | 56,4                                 | 11,1                                 |
| Pays-Bas                         | 62,6                                   | 5,9                                    | 83,3                   | 5,3                    | 60,0                     | 2,0                      | 54,5                                 | 10,6                                 |
| France                           | 62,5                                   | 6,4                                    | 83,9                   | 7,7                    | 64,0                     | 1,1                      | 49,5                                 | 11,5                                 |
| Allemagne                        | 62,4                                   | 2,2                                    | 82,0                   | 4,9                    | 66,8                     | −1,5                     | 47,2                                 | 4,9                                  |
| Estonie                          | 61,4                                   | 6,1                                    | 71,8                   | 11,8                   | 65,0                     | −1,5                     | 52,0                                 | 11,5                                 |
| Lettonie                         | 61,1                                   | 8,2                                    | 56,9                   | 8,6                    | 65,4                     | 1,1                      | 58,6                                 | 15,8                                 |
| Croatie                          | 60,2                                   | 17,2                                   | 55,7                   | 6,1                    | 65,6                     | 22,2                     | 56,6                                 | 17,6                                 |
| Australie                        | 60,1                                   | 10,3                                   | 86,4                   | 4,1                    | 62,3                     | 14,1                     | 43,8                                 | 9,4                                  |
| Slovaquie                        | 60,0                                   | 3,2                                    | 59,0                   | 6,6                    | 66,3                     | −0,9                     | 53,5                                 | 6,0                                  |
| République tchèque               | 59,9                                   | 5,2                                    | 63,5                   | 5,0                    | 64,5                     | −0,7                     | 52,8                                 | 11,8                                 |
| Norvège                          | 59,3                                   | 5,8                                    | 92,2                   | 6,3                    | 57,6                     | 5,6                      | 43,9                                 | 5,7                                  |
| Belgique                         | 58,2                                   | 6,1                                    | 77,9                   | 7,2                    | 57,9                     | 9,6                      | 48,1                                 | 1,7                                  |
| Chypre                           | 58,0                                   | 6,0                                    | 73,8                   | 6,9                    | 54,2                     | 1,5                      | 53,8                                 | 10,4                                 |
| Italie                           | 57,7                                   | 6,0                                    | 76,9                   | 6,1                    | 57,2                     | 3,2                      | 48,2                                 | 9,0                                  |
| Irlande                          | 57,4                                   | 2,5                                    | 88,3                   | 8,8                    | 50,9                     | −0,3                     | 48,2                                 | 2,0                                  |
| Japon                            | 57,2                                   | 3,2                                    | 82,5                   | 1,2                    | 59,6                     | 1,5                      | 41,2                                 | 6,1                                  |
| Nouvelle-Zélande                 | 56,7                                   | −0,4                                   | 84,9                   | 3,6                    | 57,9                     | −0,2                     | 40,4                                 | −3,0                                 |
| Espagne                          | 56,6                                   | 7,3                                    | 78,1                   | 6,5                    | 60,3                     | 4,7                      | 41,3                                 | 10,7                                 |
| Bahamas                          | 56,2                                   | 9,8                                    | 54,0                   | 2,8                    | 52,1                     | 20,4                     | 61,8                                 | 1,8                                  |
| Grèce                            | 56,2                                   | 4,3                                    | 71,5                   | 6,1                    | 53,9                     | 0,1                      | 50,8                                 | 8,2                                  |
| Roumanie                         | 56,0                                   | 5,3                                    | 45,2                   | 6,3                    | 65,4                     | 5,9                      | 51,3                                 | 4,2                                  |
| Lituanie                         | 55,9                                   | 3,2                                    | 61,8                   | 9,4                    | 61,0                     | 0,6                      | 47,1                                 | 2,9                                  |
| Seychelles                       | 55,6                                   | 7,0                                    | 54,2                   | 2,9                    | 57,8                     | 14,3                     | 53,9                                 | 1,1                                  |
| Hongrie                          | 55,1                                   | 2,0                                    | 47,6                   | 5,2                    | 65,0                     | 3,8                      | 48,1                                 | −1,7                                 |
| Macédoine du Nord                | 54,3                                   | 3,6                                    | 36,5                   | 5,0                    | 48,7                     | 6,1                      | 69,8                                 | 0,0                                  |
| Botswana                         | 54,0                                   | 8,2                                    | 21,3                   | 4,0                    | 61,4                     | 3,3                      | 63,1                                 | 15,8                                 |
| Barbade                          | 53,2                                   | 12,7                                   | 61,8                   | 1,8                    | 24,9                     | 6,4                      | 79,9                                 | 25,2                                 |
| Saint-Vincent-et-les-Grenadines  | 53,2                                   | 8,9                                    | 42,5                   | 1,4                    | 51,1                     | 7,6                      | 61,0                                 | 14,2                                 |
| Sao Tomé-et-Principe             | 52,9                                   | 7,0                                    | 30,1                   | 1,7                    | 54,5                     | 2,6                      | 63,2                                 | 14,8                                 |
| Émirats arabes unis              | 52,4                                   | 15,9                                   | 49,4                   | 2,6                    | 70,4                     | 20,4                     | 34,0                                 | 17,9                                 |
| Antigua-et-Barbuda               | 52,4                                   | 9,7                                    | 55,8                   | 2,9                    | 43,6                     | 10,3                     | 60,2                                 | 12,5                                 |
| Bulgarie                         | 51,9                                   | 4,6                                    | 43,2                   | 4,6                    | 58,0                     | 6,3                      | 49,8                                 | 2,9                                  |
| Dominique                        | 51,2                                   | 10,2                                   | 46,2                   | 1,4                    | 37,6                     | 0,9                      | 68,8                                 | 25,0                                 |
| États-Unis d'Amérique            | 51,1                                   | 3,3                                    | 76,8                   | 6,6                    | 51,4                     | 1,1                      | 37,2                                 | 4,0                                  |
| Namibie                          | 50,9                                   | 16,4                                   | 24,2                   | 3,3                    | 51,3                     | 10,9                     | 64,6                                 | 29,5                                 |
| Singapour                        | 50,9                                   | 3,7                                    | 77,0                   | 4,5                    | 42,5                     | −1,7                     | 46,5                                 | 9,3                                  |
| Pologne                          | 50,6                                   | 0,0                                    | 53,0                   | 6,5                    | 60,0                     | −0,1                     | 38,8                                 | −3,6                                 |
| Panama                           | 50,5                                   | 9,9                                    | 49,0                   | 5,6                    | 57,5                     | 18,8                     | 43,5                                 | 2,4                                  |
| Portugal                         | 50,4                                   | −1,6                                   | 76,6                   | 9,1                    | 49,6                     | 1,8                      | 37,6                                 | −10,9                                |
| Belize                           | 50,0                                   | −2,1                                   | 39,0                   | 1,2                    | 57,8                     | −0,5                     | 47,1                                 | −5,6                                 |
| Canada                           | 50,0                                   | 4,0                                    | 85,9                   | 4,6                    | 52,5                     | 10,2                     | 28,2                                 | −3,3                                 |
| Gabon                            | 49,7                                   | −0,3                                   | 29,4                   | 6,0                    | 53,3                     | 13,4                     | 56,3                                 | −19,0                                |
| Ukraine                          | 49,6                                   | 6,2                                    | 43,6                   | 4,0                    | 48,0                     | 4,3                      | 54,7                                 | 9,6                                  |
| Sainte-Lucie                     | 49,4                                   | 0,3                                    | 47,3                   | 2,2                    | 36,4                     | 3,1                      | 64,8                                 | −3,8                                 |
| Kiribati                         | 49,0                                   | 4,8                                    | 27,2                   | 0,7                    | 52,7                     | 2,1                      | 56,3                                 | 9,8                                  |
| Biélorussie                      | 48,5                                   | 3,5                                    | 51,1                   | 8,4                    | 55,4                     | 4,8                      | 39,6                                 | −0,4                                 |
| Arménie                          | 48,3                                   | 4,8                                    | 40,7                   | 5,2                    | 58,1                     | 6,3                      | 41,4                                 | 3,0                                  |
| Israël                           | 48,2                                   | 1,9                                    | 76,0                   | 5,4                    | 42,5                     | −2,2                     | 39,8                                 | 4,6                                  |
| Grenade                          | 47,9                                   | 7,1                                    | 45,0                   | 2,4                    | 33,1                     | 8,6                      | 65,7                                 | 7,8                                  |
| Trinité-et-Tobago                | 47,8                                   | 19,0                                   | 52,7                   | 3,2                    | 44,0                     | 9,1                      | 49,3                                 | 38,2                                 |
| Cuba                             | 47,5                                   | 6,8                                    | 47,9                   | 3,1                    | 35,1                     | 2,3                      | 61,1                                 | 13,8                                 |
| Djibouti                         | 47,5                                   | 12,9                                   | 21,6                   | 2,2                    | 36,2                     | 9,5                      | 73,7                                 | 22,3                                 |
| Albanie                          | 47,1                                   | 9,9                                    | 40,0                   | 3,8                    | 45,5                     | 7,3                      | 52,5                                 | 15,8                                 |
| Corée du Sud                     | 46,9                                   | 1,8                                    | 73,3                   | 3,8                    | 48,8                     | 0,1                      | 30,9                                 | 2,5                                  |
| Monténégro                       | 46,9                                   | 8,5                                    | 41,3                   | 4,4                    | 44,7                     | 14,9                     | 52,3                                 | 3,5                                  |
| Chili                            | 46,7                                   | 6,8                                    | 58,0                   | 3,9                    | 51,2                     | 13,4                     | 35,8                                 | 1,0                                  |
| Équateur                         | 46,5                                   | 9,2                                    | 46,9                   | 5,1                    | 49,2                     | 5,4                      | 43,2                                 | 15,3                                 |
| Venezuela                        | 46,4                                   | 0,2                                    | 42,9                   | 3,3                    | 52,0                     | 3,8                      | 42,1                                 | −5,4                                 |
| Costa Rica                       | 46,3                                   | 4,0                                    | 55,4                   | 2,2                    | 46,4                     | 5,7                      | 41,5                                 | 3,2                                  |
| Zimbabwe                         | 46,2                                   | −0,7                                   | 21,9                   | 3,6                    | 61,7                     | 3,7                      | 41,9                                 | −7,7                                 |
| Suriname                         | 45,9                                   | −8,0                                   | 36,0                   | 2,9                    | 46,6                     | −1,9                     | 50,3                                 | −20,5                                |
| Brunei                           | 45,7                                   | 7,4                                    | 68,1                   | 0,9                    | 38,6                     | 5,1                      | 41,7                                 | 13,3                                 |
| Jamaïque                         | 45,6                                   | −2,0                                   | 41,8                   | 2,2                    | 39,8                     | −2,0                     | 54,1                                 | −4,1                                 |
| Mexique                          | 45,5                                   | 12,4                                   | 40,9                   | 2,8                    | 53,7                     | 13,1                     | 38,9                                 | 16,7                                 |
| Taïwan                           | 45,3                                   | 7,0                                    | 56,7                   | 3,8                    | 46,4                     | 0,2                      | 38,1                                 | 16,3                                 |
| République centrafricaine        | 44,9                                   | −0,7                                   | 13,1                   | −0,1                   | 55,9                     | −0,1                     | 49,5                                 | −1,6                                 |
| Eswatini                         | 44,9                                   | 1,5                                    | 17,9                   | 3,9                    | 37,0                     | 3,9                      | 67,9                                 | −2,4                                 |
| Guinée équatoriale               | 44,8                                   | 15,3                                   | 29,5                   | 2,9                    | 44,1                     | 5,1                      | 53,6                                 | 33,2                                 |
| Maurice                          | 44,8                                   | 10,0                                   | 57,6                   | 6,3                    | 37,2                     | 17,0                     | 46,4                                 | 4,2                                  |
| Serbie                           | 43,9                                   | 8,5                                    | 41,6                   | 6,2                    | 47,0                     | 10,2                     | 41,7                                 | 7,9                                  |
| Tonga                            | 43,8                                   | −3,0                                   | 45,6                   | 1,4                    | 40,9                     | 4,5                      | 46,0                                 | −13,7                                |
| Afghanistan                      | 43,6                                   | 23,9                                   | 16,0                   | −0,2                   | 36,9                     | 16,7                     | 65,6                                 | 44,6                                 |
| Brésil                           | 43,6                                   | 5,4                                    | 46,0                   | 7,2                    | 55,2                     | 7,0                      | 29,6                                 | 2,6                                  |
| Jordanie                         | 43,6                                   | 7,8                                    | 52,2                   | 7,4                    | 40,3                     | 1,2                      | 42,8                                 | 15,4                                 |
| Moldavie                         | 42,7                                   | −4,8                                   | 42,0                   | 9,1                    | 42,9                     | −3,1                     | 42,9                                 | −13,9                                |
| Bhoutan                          | 42,5                                   | −7,9                                   | 27,2                   | 1,7                    | 54,9                     | −2,3                     | 36,8                                 | −19,1                                |
| Comores                          | 42,5                                   | 1,0                                    | 31,1                   | 1,3                    | 49,1                     | 6,8                      | 41,2                                 | −5,5                                 |
| Colombie                         | 42,4                                   | −0,5                                   | 50,3                   | 6,7                    | 49,6                     | 1,1                      | 30,2                                 | −6,2                                 |
| Koweït                           | 42,4                                   | 15,2                                   | 51,5                   | 6,3                    | 47,1                     | 22,7                     | 32,3                                 | 11,6                                 |
| République dominicaine           | 42,2                                   | −3,1                                   | 33,0                   | 0,6                    | 51,8                     | −0,9                     | 36,5                                 | −7,3                                 |
| Bahreïn                          | 42,0                                   | 5,7                                    | 45,3                   | 6,1                    | 42,3                     | 2,6                      | 39,9                                 | 8,8                                  |
| Cap-Vert                         | 41,9                                   | 4,8                                    | 32,6                   | −1,6                   | 37,9                     | 2,1                      | 51,4                                 | 11,3                                 |
| Argentine                        | 41,1                                   | 7,8                                    | 56,3                   | 3,7                    | 38,9                     | 7,4                      | 35,5                                 | 10,4                                 |
| Kazakhstan                       | 40,9                                   | 11,8                                   | 37,5                   | 5,9                    | 48,1                     | 2,0                      | 34,9                                 | 26,0                                 |
| Paraguay                         | 40,9                                   | −6,0                                   | 44,9                   | 3,7                    | 48,9                     | −3,6                     | 30,1                                 | −13,6                                |
| Salvador                         | 40,8                                   | 7,6                                    | 39,3                   | 3,0                    | 33,0                     | 10,6                     | 50,2                                 | 6,7                                  |
| Tunisie                          | 40,7                                   | 8,1                                    | 43,2                   | 5,7                    | 32,7                     | 3,1                      | 48,3                                 | 14,9                                 |
| Malawi                           | 40,6                                   | −4,5                                   | 26,7                   | 2,3                    | 54,1                     | −1,7                     | 33,1                                 | −11,1                                |
| Guinée-Bissau                    | 40,2                                   | 3,5                                    | 16,6                   | 1,9                    | 51,2                     | 10,6                     | 40,5                                 | −3,6                                 |
| Bolivie                          | 40,1                                   | 0,6                                    | 35,8                   | 3,5                    | 52,9                     | −1,1                     | 28,3                                 | 1,0                                  |
| République du Congo              | 40,1                                   | 6,2                                    | 19,7                   | 2,4                    | 45,6                     | 11,0                     | 44,9                                 | 3,1                                  |
| Pérou                            | 39,8                                   | −0,4                                   | 43,1                   | 3,2                    | 45,2                     | 0,4                      | 32,2                                 | −3,2                                 |
| Bosnie-Herzégovine               | 39,4                                   | 10,0                                   | 38,0                   | 3,9                    | 34,8                     | 4,6                      | 45,1                                 | 19,1                                 |
| Géorgie                          | 39,1                                   | 2,6                                    | 37,5                   | 4,1                    | 35,7                     | −0,2                     | 43,6                                 | 4,8                                  |
| Azerbaïdjan                      | 38,6                                   | −1,3                                   | 30,7                   | 3,7                    | 44,4                     | −4,5                     | 36,4                                 | −0,4                                 |
| Guyana                           | 38,5                                   | −6,1                                   | 32,3                   | 4,8                    | 40,2                     | 3,4                      | 40,0                                 | −22,2                                |
| Zambie                           | 38,4                                   | −6,9                                   | 21,2                   | 2,1                    | 58,2                     | −4,5                     | 25,6                                 | −14,3                                |
| Ouzbékistan                      | 38,2                                   | 1,9                                    | 26,5                   | 3,2                    | 41,0                     | 1,5                      | 41,3                                 | 1,7                                  |
| Thaïlande                        | 38,1                                   | 7,2                                    | 43,8                   | 5,1                    | 37,3                     | 1,4                      | 36,0                                 | 14,8                                 |
| Arabie saoudite                  | 37,9                                   | 9,5                                    | 42,4                   | 6,7                    | 47,7                     | 3,6                      | 24,8                                 | 17,6                                 |
| Niger                            | 37,7                                   | −2,8                                   | 18,8                   | −0,7                   | 64,7                     | 16,4                     | 17,9                                 | −25,0                                |
| Nicaragua                        | 37,7                                   | −0,9                                   | 37,1                   | 2,8                    | 40,9                     | −0,5                     | 34,5                                 | −3,2                                 |
| Russie                           | 37,5                                   | 1,6                                    | 50,6                   | 9,1                    | 39,0                     | 0,4                      | 29,1                                 | −0,9                                 |
| États fédérés de Micronésie      | 37,4                                   | −5,9                                   | 31,9                   | 1,0                    | 29,4                     | 4,6                      | 49,2                                 | −21,1                                |
| Maldives                         | 37,4                                   | 9,0                                    | 48,5                   | 5,5                    | 35,7                     | 16,3                     | 33,5                                 | 2,9                                  |
| Uruguay                          | 37,4                                   | 3,3                                    | 62,7                   | 4,3                    | 25,8                     | 7,3                      | 37,0                                 | −1,7                                 |
| Afrique du Sud                   | 37,2                                   | 10,1                                   | 28,1                   | 6,9                    | 44,2                     | 12,7                     | 34,1                                 | 8,8                                  |
| Tadjikistan                      | 37,1                                   | −1,6                                   | 16,6                   | 1,9                    | 55,7                     | 9,5                      | 27,3                                 | −15,8                                |
| Turkménistan                     | 37,0                                   | 8,9                                    | 42,3                   | 6,1                    | 40,7                     | 8,5                      | 30,2                                 | 11,0                                 |
| République démocratique du Congo | 36,9                                   | −0,2                                   | 21,1                   | 0,7                    | 46,1                     | −0,2                     | 35,1                                 | −0,5                                 |
| Vanuatu                          | 36,9                                   | −9,2                                   | 30,4                   | 0,2                    | 28,0                     | −6,3                     | 50,1                                 | −17,3                                |
| Honduras                         | 36,5                                   | 7,2                                    | 30,0                   | 0,7                    | 40,9                     | 8,6                      | 35,0                                 | 9,1                                  |
| Gambie                           | 36,4                                   | 5,6                                    | 21,3                   | −0,3                   | 34,6                     | 9,7                      | 46,5                                 | 4,5                                  |
| Samoa                            | 36,4                                   | −7,4                                   | 44,0                   | 1,2                    | 25,6                     | −4,9                     | 44,2                                 | −14,8                                |
| Îles Marshall                    | 36,2                                   | 0,7                                    | 35,8                   | 2,7                    | 18,7                     | −1,5                     | 55,8                                 | 2,2                                  |
| Ouganda                          | 35,8                                   | 3,1                                    | 24,9                   | 0,1                    | 49,2                     | 2,5                      | 26,8                                 | 5,6                                  |
| Kirghizistan                     | 35,7                                   | 1,2                                    | 29,1                   | 5,5                    | 40,4                     | 7,3                      | 34,0                                 | −7,6                                 |
| Burkina Faso                     | 35,5                                   | 2,0                                    | 20,9                   | −1,0                   | 49,6                     | 2,8                      | 27,6                                 | 2,8                                  |
| Égypte                           | 35,5                                   | 6,5                                    | 31,5                   | 6,2                    | 43,7                     | 4,2                      | 28,5                                 | 9,0                                  |
| Timor oriental                   | 35,1                                   | −0,3                                   | 29,6                   | −1,2                   | 39,9                     | 8,6                      | 32,8                                 | −9,5                                 |
| Malaisie                         | 35,0                                   | 10,3                                   | 48,0                   | 4,3                    | 36,0                     | 8,2                      | 27,2                                 | 16,1                                 |
| Îles Salomon                     | 35,0                                   | 0,8                                    | 22,8                   | −0,7                   | 14,6                     | −10,4                    | 63,9                                 | 13,9                                 |
| Sri Lanka                        | 34,7                                   | −2,6                                   | 39,0                   | 4,1                    | 40,1                     | −1,6                     | 26,4                                 | −7,3                                 |
| Iran                             | 34,5                                   | 6,9                                    | 41,9                   | 6,8                    | 40,6                     | 6,2                      | 24,0                                 | 7,8                                  |
| Tanzanie                         | 34,2                                   | 3,4                                    | 28,2                   | 1,3                    | 45,2                     | 2,0                      | 25,3                                 | 6,1                                  |
| Togo                             | 34,0                                   | −2,4                                   | 18,2                   | 0,5                    | 41,1                     | 2,3                      | 34,4                                 | −9,2                                 |
| Sénégal                          | 33,9                                   | −0,9                                   | 21,3                   | 1,1                    | 40,2                     | −0,5                     | 33,6                                 | −2,4                                 |
| Qatar                            | 33,0                                   | −2,3                                   | 51,7                   | 2,3                    | 34,5                     | −11,9                    | 21,5                                 | 5,8                                  |
| Côte d'Ivoire                    | 32,8                                   | −8,2                                   | 19,8                   | 1,1                    | 46,0                     | −3,0                     | 25,1                                 | −18,7                                |
| Rwanda                           | 32,8                                   | −4,2                                   | 22,7                   | 1,2                    | 37,7                     | 0,1                      | 32,6                                 | −11,9                                |
| Sierra Leone                     | 32,7                                   | 7,2                                    | 19,7                   | 1,1                    | 36,4                     | 8,6                      | 35,5                                 | 8,9                                  |
| Lesotho                          | 32,3                                   | 1,4                                    | 10,9                   | 1,6                    | 23,5                     | 2,0                      | 53,3                                 | 0,7                                  |
| Liban                            | 32,2                                   | −4,7                                   | 46,3                   | 7,0                    | 20,4                     | −4,5                     | 37,9                                 | −11,1                                |
| Éthiopie                         | 31,8                                   | 3,6                                    | 25,3                   | 1,2                    | 45,6                     | 4,4                      | 19,9                                 | 3,8                                  |
| Érythrée                         | 31,7                                   | −5,5                                   | 17,5                   | 1,1                    | 30,6                     | −1,1                     | 40,4                                 | −13,7                                |
| Mozambique                       | 31,7                                   | 0,6                                    | 28,3                   | 0,7                    | 44,5                     | 5,7                      | 19,3                                 | −5,2                                 |
| Guinée                           | 31,6                                   | 0,2                                    | 19,5                   | 0,8                    | 38,7                     | 1,5                      | 30,0                                 | −1,7                                 |
| Fidji                            | 31,3                                   | −3,7                                   | 36,3                   | 1,8                    | 21,0                     | −4,2                     | 40,0                                 | −6,2                                 |
| Kenya                            | 30,8                                   | −1,8                                   | 26,2                   | 2,7                    | 34,6                     | 3,2                      | 29,0                                 | −9,8                                 |
| Laos                             | 30,7                                   | −1,3                                   | 24,2                   | 5,0                    | 46,9                     | 4,5                      | 16,2                                 | −11,1                                |
| Oman                             | 30,7                                   | 6,4                                    | 39,0                   | 5,6                    | 33,5                     | 2,6                      | 23,2                                 | 11,1                                 |
| Angola                           | 30,5                                   | 0,2                                    | 20,5                   | 1,6                    | 28,6                     | 3,0                      | 37,7                                 | −3,8                                 |
| Burundi                          | 30,5                                   | −13,0                                  | 22,0                   | 0,6                    | 35,5                     | 2,4                      | 29,4                                 | −37,3                                |
| Cameroun                         | 30,2                                   | −2,0                                   | 14,3                   | 0,8                    | 33,0                     | 3,8                      | 35,4                                 | −9,9                                 |
| Cambodge                         | 30,1                                   | 2,0                                    | 27,6                   | 3,5                    | 37,5                     | 5,1                      | 23,3                                 | −2,2                                 |
| Bénin                            | 29,6                                   | −1,6                                   | 22,2                   | −0,6                   | 36,2                     | 0,6                      | 26,2                                 | −4,5                                 |
| Algérie                          | 29,6                                   | −4,0                                   | 42,0                   | 5,4                    | 31,6                     | −0,6                     | 20,9                                 | −12,8                                |
| Mongolie                         | 29,6                                   | −5,2                                   | 23,8                   | 3,3                    | 45,9                     | 0,5                      | 14,6                                 | −16,1                                |
| Philippines                      | 28,9                                   | −7,5                                   | 31,1                   | 4,6                    | 38,6                     | −0,4                     | 16,9                                 | −21,9                                |
| Mali                             | 28,5                                   | −1,8                                   | 20,4                   | 0,4                    | 38,4                     | 2,0                      | 21,9                                 | −7,2                                 |
| Chine                            | 28,4                                   | 11,4                                   | 32,8                   | 5,8                    | 24,5                     | 4,5                      | 30,4                                 | 21,9                                 |
| Maroc                            | 28,4                                   | 2,6                                    | 28,6                   | 4,7                    | 27,2                     | −0,1                     | 29,5                                 | 4,3                                  |
| Nigeria                          | 28,3                                   | −6,1                                   | 15,2                   | 0,2                    | 33,3                     | −3,0                     | 29,6                                 | −12,9                                |
| Népal                            | 28,3                                   | −10,3                                  | 17,1                   | 1,3                    | 37,5                     | −5,0                     | 24,1                                 | −22,3                                |
| Indonésie                        | 28,2                                   | 4,1                                    | 25,3                   | 4,0                    | 34,1                     | 3,7                      | 23,2                                 | 4,5                                  |
| Mauritanie                       | 28,1                                   | −3,3                                   | 24,0                   | 3,0                    | 30,2                     | −1,0                     | 27,8                                 | −9,3                                 |
| Tchad                            | 28,1                                   | 0,0                                    | 16,7                   | −0,9                   | 42,3                     | 2,0                      | 18,5                                 | −1,6                                 |
| Guatemala                        | 28,0                                   | −3,0                                   | 28,1                   | 2,6                    | 29,0                     | −4,2                     | 26,7                                 | −4,6                                 |
| Madagascar                       | 28,0                                   | −5,4                                   | 24,4                   | 0,8                    | 29,5                     | 0,9                      | 28,4                                 | −15,3                                |
| Irak                             | 27,8                                   | −5,3                                   | 35,0                   | 9,0                    | 41,6                     | 10,4                     | 8,8                                  | −30,1                                |
| Ghana                            | 27,7                                   | −6,1                                   | 20,5                   | 1,1                    | 34,7                     | 1,1                      | 23,8                                 | −17,7                                |
| Soudan                           | 27,6                                   | 1,7                                    | 17,6                   | 1,3                    | 34,5                     | −2,1                     | 25,1                                 | 5,9                                  |
| Turquie                          | 26,3                                   | −0,5                                   | 47,8                   | 7,1                    | 20,3                     | −1,7                     | 21,5                                 | −3,2                                 |
| Haïti                            | 26,1                                   | 2,4                                    | 21,1                   | 0,3                    | 26,9                     | 1,8                      | 27,9                                 | 4,1                                  |
| Liberia                          | 24,9                                   | −4,0                                   | 22,9                   | 0,6                    | 20,9                     | −2,8                     | 30,5                                 | −7,6                                 |
| Papouasie-Nouvelle-Guinée        | 24,8                                   | 0,2                                    | 29,9                   | 1,4                    | 21,9                     | −0,8                     | 25,4                                 | 0,9                                  |
| Pakistan                         | 24,6                                   | 1,4                                    | 11,4                   | 1,5                    | 37,8                     | 3,5                      | 16,9                                 | −0,9                                 |
| Bangladesh                       | 23,1                                   | −1,9                                   | 18,1                   | 2,6                    | 29,4                     | −4,4                     | 18,8                                 | −1,6                                 |
| Viêt Nam                         | 20,1                                   | −0,6                                   | 35,1                   | 4,1                    | 22,1                     | −2,8                     | 10,1                                 | −0,7                                 |
| Birmanie                         | 19,4                                   | −3,8                                   | 21,6                   | 5,7                    | 20,2                     | −4,5                     | 17,3                                 | −8,1                                 |
| Inde                             | 18,9                                   | −0,6                                   | 12,5                   | 2,9                    | 19,3                     | −2,1                     | 21,7                                 | −0,9                                 |

### France
Le rapport de 2022 de l'EPI pour les performances environnementales place la France au 12e rang sur les 180 pays. Ce classement a été obtenu grâce à trois catégories et la notation de leurs critères :
1. santé environnementale (12e rang, score : 83,9)
  - gestion des déchets (21e rang, score : 63,8)
    - pollution plastique (89e rang, score : 29,6)
    - recyclage (30e rang, score : 31,6)
    - déchets solides contrôlés (14e rang, score : 96,6)

  - métaux lourds (20e rang, score : 83,1)
    - exposition au plomb (20e rang, score : 83,1)

  - assainissement et eau potable (16e rang, score : 96,3)
    - eau potable insalubre (17e rang, score : 93,8)
    - insalubrité (1er rang, score : 100)

  - qualité de l'air (10e rang, score : 82)
    - exposition aux composés organiques volatils (40e rang, score : 57,1)
    - exposition au monoxyde de carbone (73e rang, score : 56,7)
    - exposition au dioxyde de soufre (68e rang, score : 60,1)
    - exposition aux oxydes d'azote (130e rang, score : 18,1)
    - exposition à l'ozone (45e rang, score : 61,5)
    - combustibles solides ménagers (1er rang, score : 100)
    - exposition aux PM2,5 (13e rang, score : 78,4)
2. vitalité des écosystèmes (15e rang, score : 64)
  - ressources en eau (16e rang, score : 88)
    - traitement des eaux usées (16e rang, score : 88)

  - agriculture (37e rang, score : 49,5)
    - pesticide (70e rang, score : 33,8)
    - indice de gestion durable de l'azote (16e rang, score : 65,2)

  - pluie acide (1er rang, score : 100)
    - taux de croissance des émissions d'oxydes d'azote (1er rang, score : 100)
    - taux de croissance des émissions d'oxydes de soufre (1er rang, score : 100)

  - pêche (66e rang, score : 19,5)
    - chalutage et dragage (43e rang, score : 11,3)
    - indice trophique marin (61e rang, score : 15,3)
    - état des stocks de poissons (56e rang, score : 30,1)

  - services écosystémiques (115e rang, score : 21,5)
    - perte des zones humides (135e rang, score : 26,7)
    - perte des pelouses (66e rang, score : 50,9)
    - perte de couverture végétale (81e rang, score : 15,7)

  - biodiversité et habitat (6e rang, score : 86,5)
    - indice d'habitat des espèces (65e rang, score : 88,7)
    - indice de protection des espèces (45e rang, score : 72,5)
    - indice d'habitat de la biodiversité (143e rang, score : 36,6)
    - indice de représentativité des aires marines protégées (27e rang, score : 60)
    - protection du biome terrestre mondial (1er rang, score : 100)
    - aires marines protégées (1er rang, score : 100)
    - protection du biome terrestre (1er rang, score : 100)
3. atténuation du changement climatique (51e rang, score : 49,5)
  - émissions de gaz à effet de serre par habitant (118e rang, score : 38,7)
  - tendance de l'intensité de gaz à effet de serre (63e rang, score : 57,4)
  - dioxyde de carbone de la couverture du sol (28e rang, score : 77,3)
  - prévision d'émissions de gaz à effet de serre en 2050 (145e rang, score : 16,3)
  - taux de croissance du carbone noir (1er rang, score : 100)
  - taux de croissance des émissions de gaz fluorés (49e rang, score : 73,3)
  - taux de croissance des émissions de protoxyde d'azote (13e rang, score : 91,9)
  - taux de croissance des émissions de méthane (23e rang, score : 67,1)
  - taux de croissance des émissions de dioxyde de carbone (15e rang, score : 66,1)

## Critiques
La méthodologie employée pour calculer l'IPE a été critiquée en raison du choix arbitraire de ses paramètres qui pourrait introduire des biais, ainsi que pour ses mauvaises performances en tant qu'indicateur de durabilité environnementale. D'autres critiques portent sur le manque de recommandations politiques et sur les biais de pondération de l'indice des pays avec peu de données, ce qui conduirait à négliger les progrès écologiques des pays en développement au profit des pays développés,.
En 2022, l'Inde a été classée en dernière position ; elle a remis en question la méthodologie employée et a rejeté les résultats de l'indice. Le ministère de l'Environnement, des Forêts et du Changement climatique a précisé que de nombreux facteurs importants avaient été ignorés (par exemple la qualité de l'eau, la quantité de déchets générée par habitant ou le gaspillage alimentaire) ou étaient incomplets, des pondérations mises à jour étaient injustifiées et que le calcul reposait sur des hypothèses infondées et des méthodes scientifiquement contestables,.